# Metopius rossicus
Metopius rossicus là một loài tò vò trong họ Ichneumonidae.